# Constante II (usurpador romano)
Constante II era o filho mais velho de Constantino III nomeado por ele co-imperador entre 409 e 411. Constante foi morto durante as revoltas e combates que marcaram o fim do reinado de seu pai.

## Carreira
Filho mais de Cláudio Constâncio e irmão de "Juliano", Constante foi monge na adolescência. No verão de 408, seu pai, que havia se auto-proclamado imperador no ano anterior na Britânia e invadido a Gália, nomeou-o césar e enviou-o com o general Gerôncio e o prefeito Apolinário para a Hispânia para governar a província e controlar os membros da Casa de Teodósio (quatro primos de Honório - Teodosíolo, Lagódio, Dídimo e Vereniano) que não reconheceram Constantino e criaram um núcleo de resistência na região. Depois de algumas derrotas iniciais, Constante capturou Dídimo e Teodosiolo, mas não conseguiu evitar que os outros dois fugissem para Constantinopla.
Depois da vitória, Constante deixou a esposa e família em César Augusta (moderna Saragoça, na Espanha) aos cuidados de Gerôncio e voltou para a capital de Constantino, Arelate, onde os prisioneiros foram executados.
No outono de 409, invasores bárbaros, depois de mais de dois anos saqueando a Gália, chegaram aos Pirenéus, subjugaram as defesas romanas e invadiram a Hispânia. Constantino, sem consultar Honório, elevou Constante ao status de augusto. O novo augusto então seguiu para a Hispânia para tentar resolver a situação, mas, antes que ele partisse, notícias dando conta que Gerôncio, depois de haver detido os invasores, se revoltara e proclamara imperador um de seus homens, Máximo. Com o apoio de algumas tribos bárbaras, Gerôncio tomou grande parte do território de Constantino e, em 411, tomou Viena (a moderna Vienne) e mandou executar Constante II.

## Lenda
Lendas britânicas, ajudadas por Godofredo de Monmouth, contam que Constante teria sido eleito rei pelos britanos depois da morte de Constantino. Este fato contradiz a história conhecida de Constante, assim como todo o resto de sua história britânica. A lenda alega que ele, um irmão mais velho do também lendário Ambrósio Aurélio e de Uther Pendragon(pai do também lendário Rei Artur), passou seus primeiros anos estudando num mosteiro. Durante a crise sucessória que se instalou depois do assassinato de Constantino, Vortigerno, líder dos gewissei, convenceu Constante a deixar a vida religiosa para tornar-se rei. O fraco e impopular ex-monge acabou tornando-se um fantoche, colocando tudo menos o título nas mãos de Vortigerno, que, no final, acabou livrando-se do rei ao convencer alguns pictos, empregados dele, que o matassem enquanto dormia e tomando o trono em seguida.